# Mistrzostwa Afryki w Rugby 7 Kobiet 2016
Mistrzostwa Afryki w Rugby 7 Kobiet 2016 – ósme mistrzostwa Afryki w rugby 7 kobiet, oficjalne międzynarodowe zawody rugby 7 o randze mistrzostw kontynentu organizowane przez Rugby Africa mające na celu wyłonienie najlepszej żeńskiej reprezentacji narodowej w tej dyscyplinie sportu w Afryce, które odbyły się w Harare 17–18 września 2016 roku.

## Informacje ogólne
Według pierwotnych założeń w mistrzostwach miało wziąć udział dziesięć drużyn. Ostatecznie do rozegranych na Police Grounds w Harare zawodów przystąpiło jednak osiem reprezentacji. W pierwszym dniu rywalizowały one systemem kołowym podzielone na dwie czterozespołowe grupy, po czym nastąpiła faza pucharowa – dwie czołowe drużyny z każdej grupy walczyły o medale, pozostałe zaś o poszczególne miejsca. Po raz pierwszy w historii mistrzostw kontynentu obsada sędziowska składała się z samych kobiet.
Turniej zdominowały reprezentantki RPA broniąc trofeum zdobytego przed rokiem.

## Faza grupowa

### Grupa A
| 17 września 201611:00 | Południowa Afryka | 21:7 | Zimbabwe | Police Grounds, Harare |
| 17 września 201611:00 |                   | 21:7 |          | Police Grounds, Harare |

| 17 września 201611:40 | Namibia | 7:22 | Senegal | Police Grounds, Harare |
| 17 września 201611:40 |         | 7:22 |         | Police Grounds, Harare |

| 17 września 201612:20 | Południowa Afryka | 39:0 | Senegal | Police Grounds, Harare |
| 17 września 201612:20 |                   | 39:0 |         | Police Grounds, Harare |

| 17 września 201613:00 | Namibia | 0:31 | Zimbabwe | Police Grounds, Harare |
| 17 września 201613:00 |         | 0:31 |          | Police Grounds, Harare |

| 17 września 201614:40 | Południowa Afryka | 39:0 | Namibia | Police Grounds, Harare |
| 17 września 201614:40 |                   | 39:0 |         | Police Grounds, Harare |

| 17 września 201615:20 | Senegal | 0:22 | Zimbabwe | Police Grounds, Harare |
| 17 września 201615:20 |         | 0:22 |          | Police Grounds, Harare |

### Grupa B
| 17 września 201611:20 | Kenia | 17:12 | Tunezja | Police Grounds, Harare |
| 17 września 201611:20 |       | 17:12 |         | Police Grounds, Harare |

| 17 września 201612:00 | Uganda | 12:10 | Madagaskar | Police Grounds, Harare |
| 17 września 201612:00 |        | 12:10 |            | Police Grounds, Harare |

| 17 września 201612:40 | Kenia | 17:12 | Madagaskar | Police Grounds, Harare |
| 17 września 201612:40 |       | 17:12 |            | Police Grounds, Harare |

| 17 września 201613:20 | Uganda | 17:12 | Tunezja | Police Grounds, Harare |
| 17 września 201613:20 |        | 17:12 |         | Police Grounds, Harare |

| 17 września 201615:00 | Kenia | 36:4 | Uganda | Police Grounds, Harare |
| 17 września 201615:00 |       | 36:4 |        | Police Grounds, Harare |

| 17 września 201615:40 | Tunezja | 22:15 | Madagaskar | Police Grounds, Harare |
| 17 września 201615:40 |         | 22:15 |            | Police Grounds, Harare |

## Faza pucharowa

### Mecz o 7. miejsce
| 18 września 201611:50 | Madagaskar | 15:0 | Namibia | Police Grounds, Harare |
| 18 września 201611:50 |            | 15:0 |         | Police Grounds, Harare |

### Mecz o 5. miejsce
| 18 września 201612:10 | Tunezja | 17:7 | Senegal | Police Grounds, Harare |
| 18 września 201612:10 |         | 17:7 |         | Police Grounds, Harare |

### Cup
|  |                   |                   |           |                   |    |                   |                   |       |
|  | Półfinały         | Półfinały         | Półfinały |                   |    | Finał             | Finał             | Finał |
|  | Półfinały         | Półfinały         | Półfinały |                   |    | Finał             | Finał             | Finał |
|  | 18 września 2016  |                   |           |                   |    |                   |                   |       |
|  |                   |                   |           |                   |    |                   |                   |       |
|  | Południowa Afryka | Południowa Afryka | 29        |                   |    |                   |                   |       |
|  | Południowa Afryka | Południowa Afryka | 29        | 18 września 2016  |    |                   |                   |       |
|  | Uganda            | Uganda            | 5         |                   |    |                   |                   |       |
|  | Uganda            | Uganda            | 5         |                   |    | Południowa Afryka | Południowa Afryka | 22    |
|  | 18 września 2016  |                   |           |                   |    | Południowa Afryka | Południowa Afryka | 22    |
|  |                   |                   | Kenia     | Kenia             | 17 |                   |                   |       |
|  | Zimbabwe          | Zimbabwe          | Kenia     | Kenia             | 17 | 5                 |                   |       |
|  | Zimbabwe          | Zimbabwe          |           |                   |    |                   |                   |       |
|  | Kenia             | Kenia             | 31        |                   |    |                   |                   |       |
|  | Kenia             | Kenia             | 31        | Mecz o 3. miejsce |    |                   |                   |       |
|  |                   |                   |           |                   |    |                   |                   |       |
|  | 18 września 2016  |                   |           |                   |    |                   |                   |       |
|  |                   |                   |           |                   |    |                   |                   |       |
|  | Zimbabwe          | Zimbabwe          | 24        |                   |    |                   |                   |       |
|  | Zimbabwe          | Zimbabwe          | 24        |                   |    |                   |                   |       |
|  | Uganda            | Uganda            | 10        |                   |    |                   |                   |       |
|  | Uganda            | Uganda            | 10        |                   |    |                   |                   |       |

| 18 września 201611:00 | Południowa Afryka | 29:5 | Uganda | Police Grounds, Harare |
| 18 września 201611:00 |                   | 29:5 |        | Police Grounds, Harare |

| 18 września 201611:25 | Zimbabwe | 5:31 | Kenia | Police Grounds, Harare |
| 18 września 201611:25 |          | 5:31 |       | Police Grounds, Harare |

| 18 września 201615:20 | Południowa Afryka | 22:17 | Kenia | Police Grounds, Harare |
| 18 września 201615:20 |                   | 22:17 |       | Police Grounds, Harare |

| 18 września 201614:00 | Zimbabwe | 24:10 | Uganda | Police Grounds, Harare |
| 18 września 201614:00 |          | 24:10 |        | Police Grounds, Harare |

## Klasyfikacja końcowa
| Miejsce | Reprezentacja     |
| ------- | ----------------- |
| 1       | Południowa Afryka |
| 2       | Kenia             |
| 3       | Zimbabwe          |
| 4       | Uganda            |
| 5       | Tunezja           |
| 6       | Senegal           |
| 7       | Madagaskar        |
| 8       | Namibia           |